# Yunquera
Yunquera es un municipio español de la provincia de Málaga en Andalucía. Situado en el oeste de la provincia, se extiende desde el Peñón de los Enamorados y el Tajo de la Caina, en la Sierra de las Nieves, hasta la unión de los ríos Grande y Jorox. 
En el año 2016 contaba con 3.948 habitantes, siendo la localidad de mayor población de la comarca de la Sierra de las Nieves. Tiene una densidad de 56,62 hab/km². Se encuentra situada a una altitud de 681 metros y a 61 kilómetros de la capital de provincia, Málaga. Sus coordenadas geográficas son 36°43′ N, 4° 55′ O.
Fronteriza al NO con el municipio de El Burgo, al NE, una pequeña parte de Casarabonela, al E, con Alozaina; al S con Tolox, y al O, el municipio de Ronda.

## Geografía
El municipio se extiende desde el peñón de los Enamorados y el tajo de la Caina, en la Sierra de las Nieves, hasta la unión de los ríos Grande y Jorox.
- Tiene una extensión de 55 km² .
- En 2002 tenía una población de 3.284 habitantes.
- Su gentilicio es Yunqueranos/as.

### Poblaciones
| Núcleo de población | Tipo de entidad de población | Entidades menores | Población |
| ------------------- | ---------------------------- | --- | --------- |
| Yunquera            | Villa                        | | 3039      |
| Diseminado          |                              | Cruz del Pobre, Molino Plano, Carretera de Ronda, Cerro Pizano, Castillo, Río Grande, Jorox, Majada de Don Juan, Los Porqueros, La Lomilla de los Bueyes, Lagar de Álvarez, Alhovera, Fuente de la Reina, La Puente, Fontanilla, Los Viñazos, Los Atajos, Bacamón, Las Bañas, La Breña, Los Bujos, La Casilla, Los Corralones, Los Herrizos, Las Lomas, Majada Frontera, El Puerto de las Abejas, Umbria, El Ventorrillo, Alfaguara, El Campillo, Las Canchas, El Castaño, La Coscoja, El Coscojal, El Hornillo, El Horno, Los Labrados, Las Rezuelas, Sierra Blanquilla, Las Tobas, La Vega Marchán, La Sahurdilla, Cerro Pelado, La Loma Las Bañas, La Lomilla, El Membrillejo, Plano, Porticate, Los Tableros Bajos, Tapia, El Trojilar, El Molinillo, La Solana, Cortijo Chorrito | 100       |
| YUNQUERA            | YUNQUERA                     | YUNQUERA | 3139      |

## La villa
Yunquera es la única villa que forma parte del municipio. Se sitúa sobre una especie de depresión entre Sierra Cabrilla y la sierra de las Nieves. El núcleo es igual que a todas las poblaciones de Málaga. De casas blancas, y calles muy estrechas, adornadas con flores. 

## Historia
Yunquera debe su nombre a la gran cantidad de juncos que existía en su emplazamiento, lo cual da idea de la abundancia de agua, abundancia natural que se prolonga hasta la sierra.
Posiblemente de origen romano, aunque no se conservan restos, los cristianos visigodos antes de que llegaran las tropas berebéres ya se asentaban en estas tierras.
En la época romana fue paso obligado de las legiones en la conquista de Hispania que pasaban de la Malaca (Málaga) a la serranía de Ronda.

## Geografía humana

### Demografía
Cuenta con una población de 2868 habitantes (INE 2024).
| Gráfica de evolución demográfica de Yunquera entre 1842 y 2021                                                        |
| |
| Población de derecho según los censos de población del INE. Población de hecho según los censos de población del INE. |

### Economía

#### Evolución de la deuda viva municipal
| Gráfica de evolución de Deuda viva del Ayuntamiento de Yunquera entre 2008 y 2019                                |
| |
| Deuda viva del Ayuntamiento de Yunquera en miles de Euros según datos del Ministerio de Hacienda y Ad. Públicas. |

## Monumentos y lugares de interés

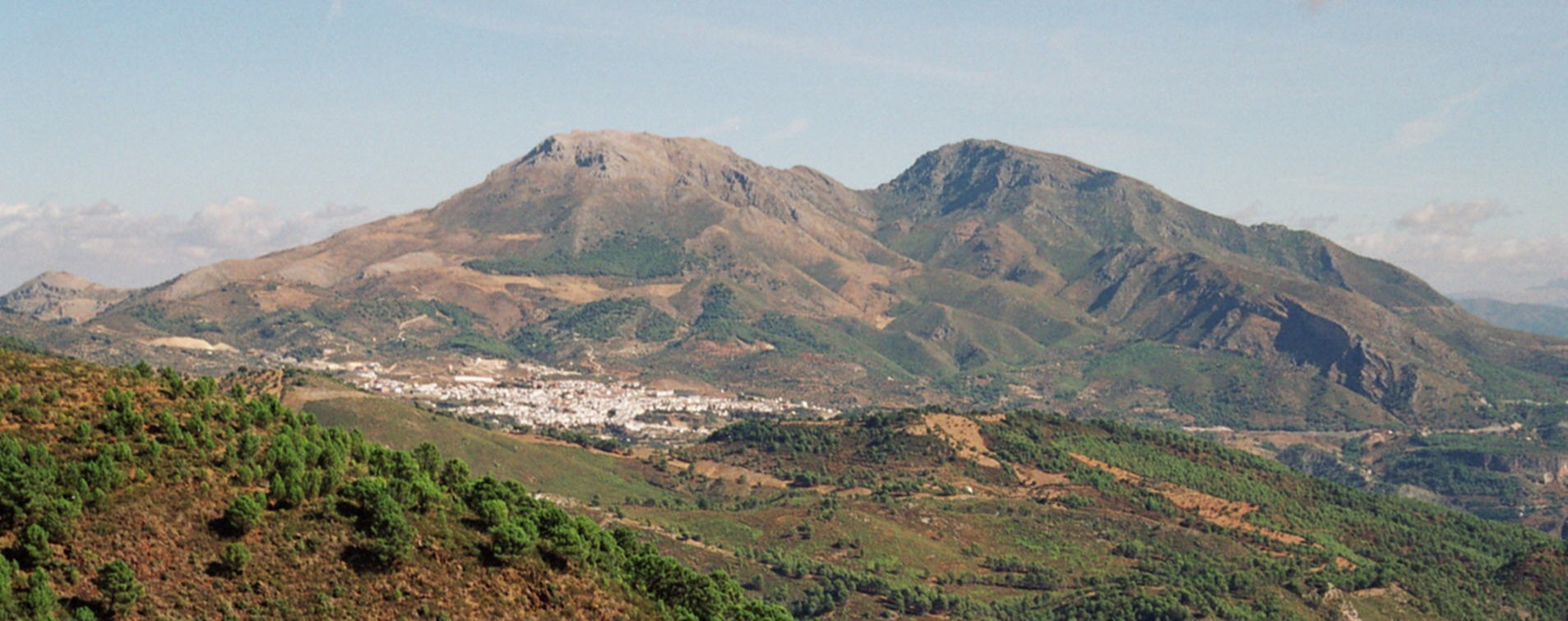
Yunquera vista desde el SO desde la Sierra de las Nieves con Peña Prieta detrás.

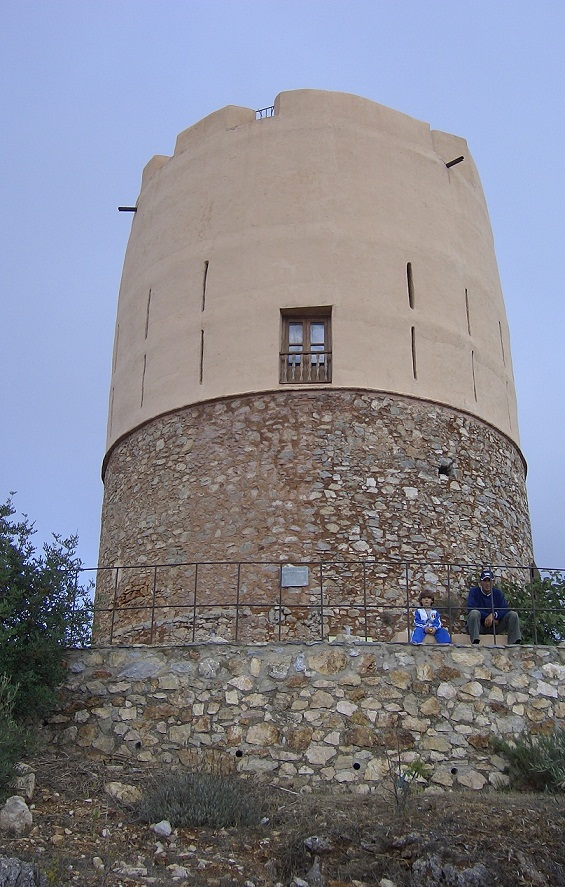
Vigía de la Sierra de las Nieves, torre de Yunquera.

Según informa la Junta de Andalucía, la torre vigía o castillo se construyó durante la época árabe, con el fin de avisar del avance tierra adentro de las tropas enemigas. En el pueblo esta torre se denomina La Torre Vigía o Castillo. El castillo medieval estaba en lo que actualmente es el pueblo, concretamente en la zona donde está la actual iglesia.
En su estado original, la torre era toda de piedra, circular con tres plantas. En la primera se encontraba la puerta, a la que se subía mediante una escalera que se retiraba cuando existía algún peligro. Las distintas plantas tenían una serie de huecos, las aspilleras, por los cuales los artilleros disparaban al enemigo. A la cubierta se accedía desde el interior de la torre mediante una escalera de madera. El aspecto que presenta en la actualidad difiere bastante del original. Desde su construcción hace ya más de 500 años, ha sufrido 2 reconstrucciones. 
La primera se efectuó hace dos siglos, durante la guerra de independencia (1808-1812), cuando se instaló el alto mando del ejército que defendió la Serranía de Ronda de la invasión francesa, sirviendo como torre de vigilancia a las tropas españolas para combatir a Napoleón en la guerra de la Independencia española al mando del general Ballestero. . 
La segunda remodelación, con fines más pacíficos, se ha llevado a cabo en nuestros días para acondicionarla como punto de información. Actualmente dispone de un museo, un mirador y es la sede del Observatorio Astronómico de Yunquera Archivado el 19 de octubre de 2014 en Wayback Machine.. 
La Ermita, situada a unos 500 m del pueblo. Esta ermita, antaño se comunicaba mediante un túnel con el castillo, situado en la parte más alta de la villa. Los vestigios actuales son los restos de una ermita o santuario cristiano de estilo y culto barroco (siglos XVI-XVIII).
Ha sido lugar común indicar que tanto esta torre como la ermita eran de época mora, como es frecuente en la mentalidad colectiva de los pueblos andaluces; aunque en realidad son muy posteriores.
Finca de La Puente. Está documentada su existencia desde el siglo XVI, junto a un puente en el vado del camino de Yunquera - Tolox (Libro de Apeos y Repoblación de Yunquera, siglo XVI). Sus edificios tenían asociada una ermita, cuya campana fue llevada a la iglesia parroquial de Yunquera (véase los libros de F. Doña Doña).
Casa de Sola. Casa de arquitectura barroca-palaciega según el modelo castellano, de los siglos XVII-XVIII, en la calle Calvario. Presenta escudo heráldico.
Iglesia parroquial de la Encarnación. Templo parroquial de estilo barroco reformado en el siglo XVIII. Entre los datos seguros está en parte edificada sobre lo que fue la antigua fortaleza de Yunquera.
Murallas medievales. Existen vestigios de las murallas por el caserío alrededor de la iglesia parroquial. La entrada a la calle Seminarista Duarte desde la calle del Agua conserva el trazado originario de una de las puertas de entrada, mencionada en el Libro de Apeos y Repartimientos del siglo XVI. Gran número de sillares cuadrangulares procedentes de diferentes fases de derribo de las murallas forman parte de los muros de abancalamiento de diferentes fincas de regadío y sembradura en la zona de Planos y alrededores del casco urbano moderno.

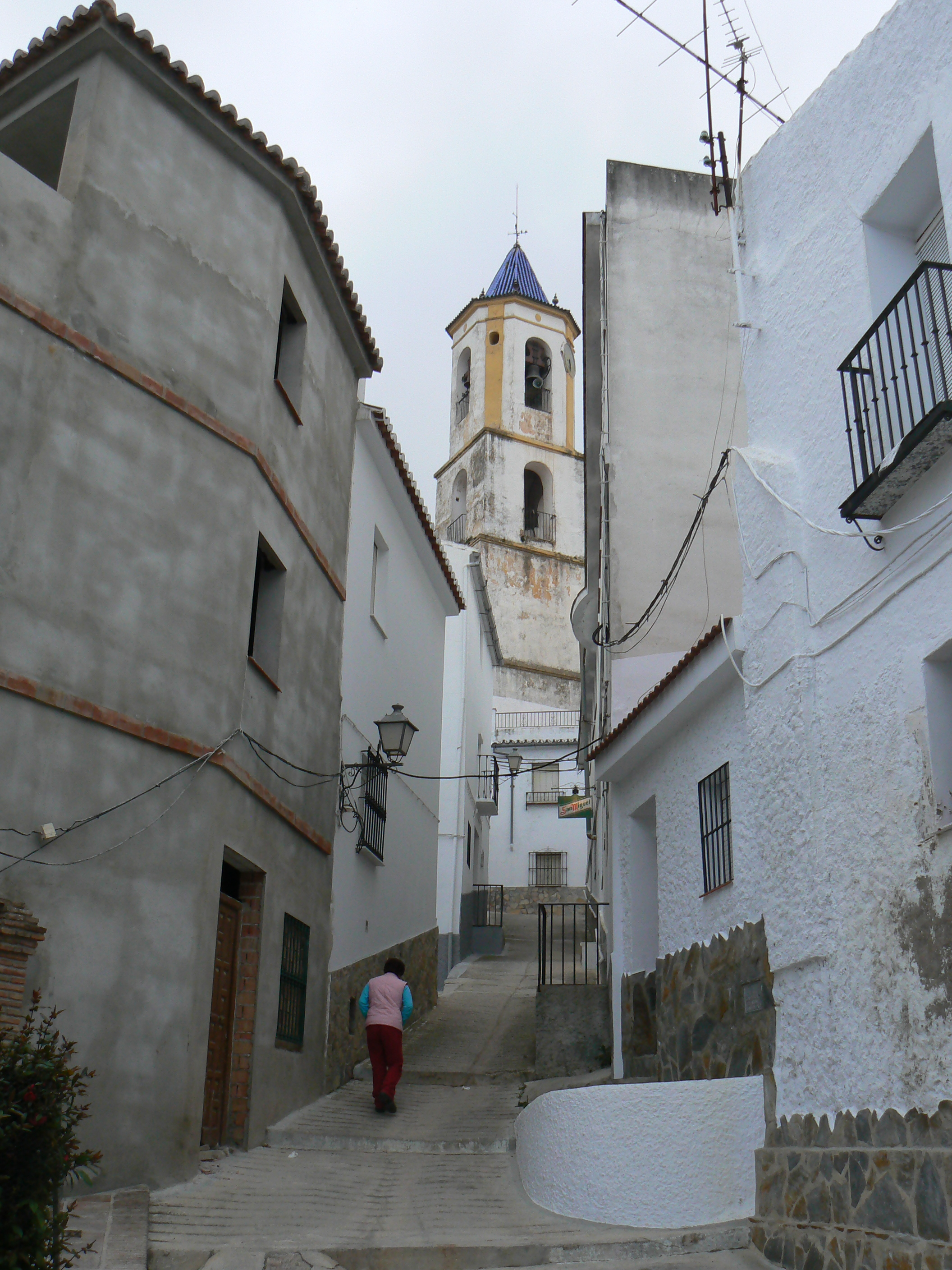
Yunquera.

Barriada de la Parada del Tren. Acera de casas construidas en la segunda mitad del siglo XIX por el maestro albañil Cristóbal Sánchez González, que procedió a su venta o arrendamiento. La denominación como "Para del Tren" es una expresión de cultura popular para denominar con una hipérbole a una serie de casas cuyo diseño y arquitectura era idéntica en un entorno agrario donde las edificaciones solían ser distintas unas a otras, sin repetirse modelos, aunque sí los conceptos de habitabilidad. Su hijo Rafael Sánchez García construyó la acera izquierda de la actual calle Alfaguara. Este, tras regresar de la guerra de Cuba a su Yunquera natal (estuvo en las unidades de artillería de la división de Santiago de Cuba) y casarse con Dolores Duarte Corrales, regresó de nuevo a la isla caribeña donde fundó con sus dos hermanos una empresa de construcción; estos quedaron en Cuba y Rafael regresó de nuevo a Yunquera donde construyó la acera de casas de calle Alfaguara y una de las fases de construcción del Balneario de Tolox, población donde se asentó a comienzos de la década de 1920, donde construyó la actual calle Encina, y lugar en el que instaló sus negocios de carnicería, panadería y alquiler de casas para los "bañistas" que acudían todos los años; todavía queda alguna casa propiedad de una de las ramas de sus descendientes toloxeños. Su oficio continuó con su hijo Alfonso Sánchez Duarte (1897-1966) y su nieto Antonio Sánchez García (1931-2001). De Alfonso Sánchez Duarte queda una escalera de caracol en el "Hostal Asensio". Con ellos esta saga yunquerana de maestros de la construcción durante siglos ha desaparecido. Entre sus herederos se ha transmitido la noticia de que el maestro constructor encargado de llevar a cabo con su equipo la torre vigía durante la Guerra de la Independencia fue el abuelo de Cristóbal Sánchez González, que trabajó a las órdenes de los ingenieros militares que proyectaron la fortificación.

Se conservan numerosas casas con portadas barrocas de los siglos XVII-XVIII. Su arquitectura popular es de gran interés cultural, etnológico e histórico.
Ermita de la Cruz del Pobre. Muy fácil de ver por la carretera que va desde Yunquera hacia Jorox. Ermita histórica pero sin datación exacta. los Yunqueranos se dirigían a este lugar para pedir protección en sus viajes, del mismo modo, que a su vuelta lo hacían para dar las gracias al Cristo que alberga en su interior.
Cementerio (fase antigua). De interés conservar las lápidas, edificios mortuorios, verja, diseño de jardín funerario con cipreses y demás monumentos funerarios.
Herrajes con diseño de las cerraduras de distintas puertas antiguas, producidas por los maestros artesanos herreros de Yunquera durante siglos. Destaca la inscripción del maestro Juan Sánchez en un herraje en la calle Nueva.
Ermita de Porticate.
Central hidroeléctrica de San Pascual

## Servicios
Debido a que la Sierra de las Nieves abarca media parte del municipio, hace que la villa sea completamente hostelera, lleno de casas rurales y hoteles. A la vez, salen desde la villa varias rutas senderistas que recorren toda la sierra de las Nieves.

## Patrimonio natural

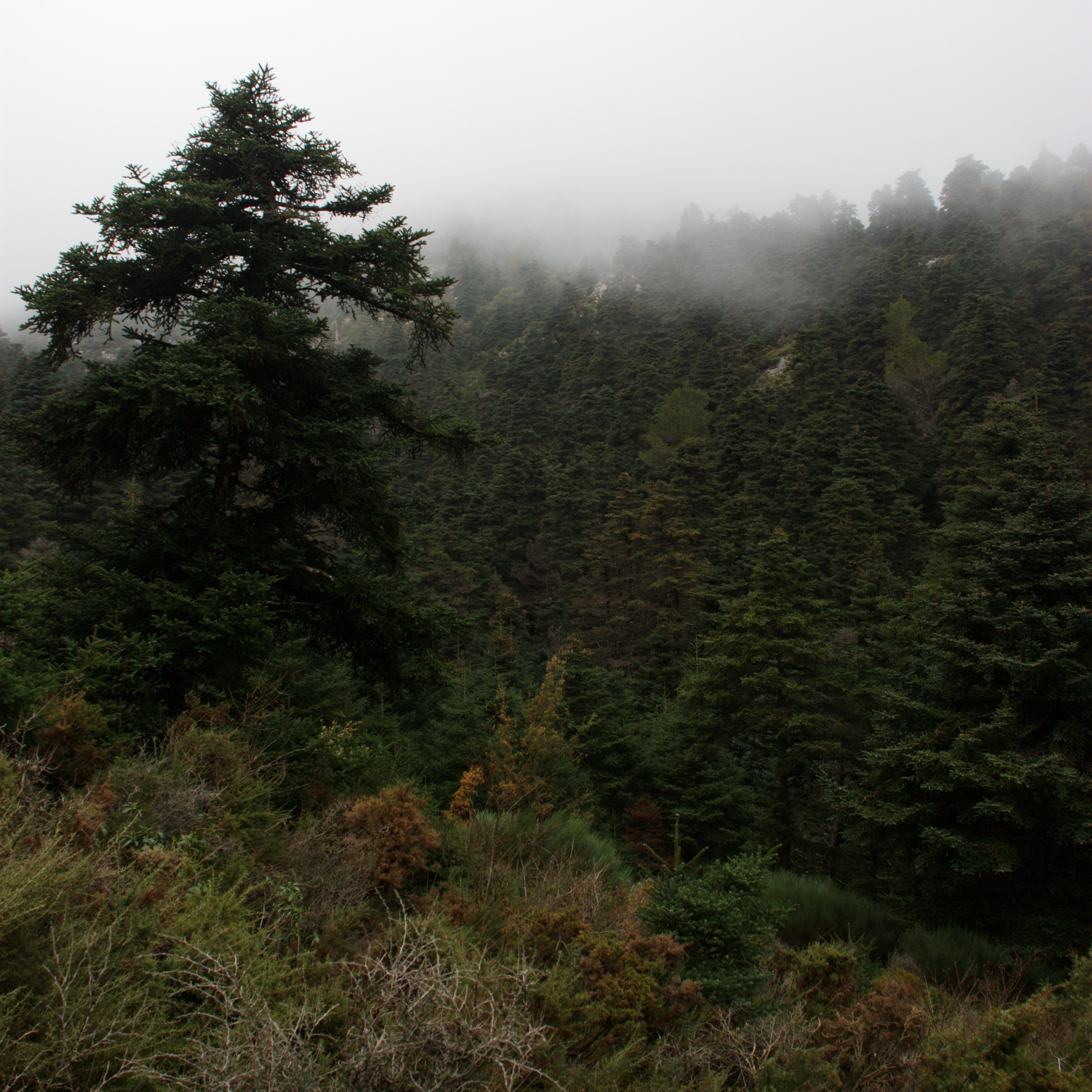
Bosque de pinsapos de Yunquera.

Yunquera posee uno de los bosques de Pinsapos (Abies pinsapo), con 1.050 ha. Es una especie endémica de esta región que se extiende por las cumbres de la Serranía de Ronda (Málaga) y la Sierra de Grazalema (Cádiz).

### Entorno natural
La Sierra de las Nieves es unos de los enclaves más importantes del municipio, debido a la abundancia de pinsapos en el lugar. Se encuentran varias elevaciones importantes, como el peñón de Ronda y el de los Enamorados. Hay puertos de montañas muy visitados por los turistas; como el de Saucillo. 
Uno de los enclaves naturales más importante de la sierra de este municipio, es el tajo de la Caina. Un gran escarpe calizo que se sitúa sobre el valle de la Cuesta de los Hornillos. 
Otros entornos naturales es el valle del Zarrazolones y la sierra Cabrilla.

## Política y administración
La administración política del municipio se realiza a través de un Ayuntamiento de gestión democrática cuyos componentes se eligen cada cuatro años por sufragio universal. El censo electoral está compuesto por todos los residentes empadronados en Yunquera mayores de 18 años y nacionales de España y de los restantes Estados miembros de la Unión Europea. Según lo dispuesto en la Ley del Régimen Electoral General, que establece el número de concejales elegibles en función de la población del municipio, la corporación municipal de Yunquera está formada por 11 concejales.

## Deportes
En Yunquera se celebra desde el año 2011 una de las carreras de montaña más importantes de Andalucía, la llamada Pinsapo Trail.
Gracias a un grupo de corredores aficionados a las carreras de montaña del pueblo, se celebró la primera edición en noviembre de 2011. En la primera edición la victoria fue para Federico Galera Díez y para Mariola García Moreno. Tras el éxito de participación de corredores y lo que gustó a los mismos, la carrera ha seguido celebrándose año tras año hasta la actualidad, habiendo participado corredores tan importantes como Iván Ortiz, Daniel García, Antonio García, Bartolomé Inglés, Pedro Manuel Maldonado, o el mismo Zait Ait Malek. Hoy en día la Pinsapo Trail es una de las carreras de montaña más importantes y bonitas de Andalucía, debido a que es la única carrera que pasa casi en su totalidad por el Pinsapar de Yunquera, lo que es una verdadera belleza. 
Esta carrera no sería posible sin el esfuerzo del equipo de senderismo de este pueblo malagueño, que han convertido a la Pinsapo Trail  en una de las carreras de montaña más destacadas de Andalucía. Hay que agradecer el éxito de esta carrera a componentes de este equipo como son: Rafael Moreno, José Juan, Manuel García, José Martos, etc., y también a los numerosos voluntarios que colaboran cada año por el bien de este deporte.